# Diocesi di Maasin
La diocesi di Maasin (in latino: Dioecesis Maasinensis) è una sede della Chiesa cattolica nelle Filippine suffraganea dell'arcidiocesi di Cebu. Nel 2021 contava 664.430 battezzati su 715.518 abitanti. È retta dal vescovo Precioso Dacalos Cantillas, S.D.B.

## Territorio
La diocesi comprende la provincia filippina di Southern Leyte e i comuni di Matalom, Bato, Hilongos, Hindang, Inopacan e Baybay nella provincia di Leyte.
Sede vescovile è la città di Maasin, dove si trova la cattedrale dell'Assunzione di Maria Vergine.
Il territorio si estende su 2.506 km² ed è suddiviso in 45 parrocchie.

## Storia
La diocesi è stata eretta il 23 marzo 1968 con la bolla Dei Filium adorandum di papa Paolo VI, ricavandone il territorio dalla diocesi di Palo (oggi arcidiocesi).

## Cronotassi dei vescovi
Si omettono i periodi di sede vacante non superiori ai 2 anni o non storicamente accertati.
- Vicente Ataviado y Tumalad † (17 giugno 1968 - 4 marzo 1997 deceduto)
- Precioso Dacalos Cantillas, S.D.B., dal 20 gennaio 1998

## Statistiche
La diocesi nel 2021 su una popolazione di 715.518 persone contava 664.430 battezzati, corrispondenti al 92,9% del totale.
| anno | popolazione | popolazione | popolazione | presbiteri | presbiteri | presbiteri | presbiteri                | diaconi | religiosi | religiosi | parrocchie |
| anno | battezzati  | totale      | %           | numero     | secolari   | regolari   | battezzati per presbitero | diaconi | uomini    | donne     | parrocchie |
| ---- | ----------- | ----------- | ----------- | ---------- | ---------- | ---------- | ------------------------- | ------- | --------- | --------- | ---------- |
| 1969 | 347.000     | 375.000     | 92,5        | 38         | 28         | 10         | 9.131                     |         | 11        | 20        | 25         |
| 1980 | 444.519     | 479.255     | 92,8        | 41         | 36         | 5          | 10.841                    |         | 5         | 28        | 27         |
| 1990 | 504.652     | 557.537     | 90,5        | 36         | 36         |            | 14.018                    |         |           | 91        | 30         |
| 1999 | 565.438     | 633.026     | 89,3        | 58         | 56         | 2          | 9.748                     |         | 2         | 88        | 41         |
| 2000 | 621.391     | 691.887     | 89,8        | 57         | 55         | 2          | 10.901                    |         | 2         | 135       | 41         |
| 2001 | 551.732     | 605.901     | 91,1        | 57         | 57         |            | 9.679                     |         |           | 118       | 41         |
| 2002 | 559.828     | 614.534     | 91,1        | 59         | 59         |            | 9.488                     |         |           | 123       | 41         |
| 2003 | 567.233     | 624.720     | 90,8        | 62         | 62         |            | 9.148                     |         |           | 131       | 41         |
| 2004 | 572.905     | 630.966     | 90,8        | 66         | 66         |            | 8.680                     |         |           | 110       | 41         |
| 2013 | 701.000     | 787.000     | 89,1        | 75         | 75         |            | 9.346                     |         | 3         | 130       | 41         |
| 2016 | 738.000     | 829.000     | 89,0        | 86         | 86         |            | 8.581                     |         | 4         | 130       | 42         |
| 2019 | 653.585     | 711.130     | 91,9        | 100        | 94         | 6          | 6.535                     |         | 10        | 132       | 47         |
| 2021 | 664.430     | 715.518     | 92,9        | 100        | 91         | 9          | 6.644                     |         | 10        | 101       | 45         |